# Martin Franke
Martin Franke (* 4. Mai 1913 in Strehla, Kreis Oschatz; † 20. September 1985) war ein deutscher Politiker (SED). Er war stellvertretender Minister für Post- und Fernmeldewesen der DDR.

## Leben
Franke erlernte den Beruf eines Telegraphenbauhandwerkers. Er war Funktionär des Kommunistischen Jugendverbandes Deutschlands (KJVD). 1933 wurde er verhaftet und zu einer Gefängnisstrafe verurteilt. Nach 1945 wurde er Mitglied der SED. Er übte verschiedene Funktionen aus, arbeitete bis September 1959 im Apparat des ZK der SED und war unter anderem bis 1962 Direktor des Zentralamtes für Fernleitungsanlagen in Berlin. Franke qualifizierte sich zum Diplom-Ingenieurökonom. Ab Januar 1962 fungierte er als stellvertretender Minister, von 1963 bis 1964 als Staatssekretär und Erster Stellvertretender Minister, ab 1964 erneut wieder als stellvertretender Minister für Post- und Fernmeldewesen der DDR und Leiter der Staatlichen Kommission Nachrichtenwesen.
Frankes Urne ist auf dem Zentralfriedhof Berlin-Friedrichsfelde in der Gräberanlage für Opfer des Faschismus und Verfolgte des Naziregimes  beigesetzt.

## Auszeichnungen
- Vaterländischer Verdienstorden in Bronze (1964), in Silber (1970) und (1973)[5] und in Gold (1983)[6]
- Orden Banner der Arbeit (1973)[7]
- Verdienstmedaille der DDR
- Kampforden „Für Verdienste um Volk und Vaterland“ in Silber
- Medaille für Kämpfer gegen den Faschismus 1933 bis 1945[8]